# 克里斯蒂安娜群島
克里斯蒂安娜群島是希臘的群島，位於愛琴海南部，由3個火山島組成，行政方面由南愛琴大區負責管轄，屬於基克拉澤斯群島的一部分，面積1.45平方公里，島上無人居住。
36°15′N 25°12′E / 36.250°N 25.200°E